# Оклей Світлана Вікторівна
Світлана Вікторівна Оклей — злодійка з міста Краснодон Луганської області, яка у серпні 2012 року викрала разом зі своїм чоловіком і старшою дочкою 3-річну Христину Кабакову з метою приховати вбивство двох прийомних дітей. Історія отримала широкий резонанс не тільки в Україні, а й далеко за її межами.

## Сім'я Оклей
Сім'я Оклей з міста Краснодон Луганської області була гордістю всього шахтарського району. Глава сімейства Світлана Оклей і її чоловік Олександр виховували своїх сімох дітей - шість дівчаток і одного хлопчика. Всі діти - лауреати і переможці численних районних конкурсів, талановиті і обдаровані.
Мати - Світлана Оклей (42 роки, «мати-героїня»), писала дитячі казки, які потім випускала в збірниках самвидаву, писала пісні і організувала дитячий сімейний ансамбль «Оклей», який брав участь у всіх знакових заходах Краснодона та Краснодонського району .
У 2003 році місцева влада подарувала багатодітній зразковій родині п'ятикімнатну квартиру в центрі Краснодона за адресою кв. Радянський 2/111, в яку сім'я перебирається з сусіднього селища. А в 2007 наказом Президента України Віктора Ющенка Світлана Оклей отримує почесне звання мати-героїня. Сусіди за багатоквартирним будинком характеризували сімейство як замкнуте і непривітне.

## Викрадення
На початку серпня 2012 року в міліцію надійшов тривожний дзвінок. Дзвонила мешканка селища Сімейкине Краснодонського району. Вона заявила про викрадення своєї трирічної дочки Христини Кабакової. Її старший син, шестирічний хлопчик, гуляв з сестрою на вулиці, коли до них під'їхали незнайомі люди - чоловік, жінка і дівчина. Дівчинку схопили і, кинувши в коляску мотоцикла, де сиділа одна з викрадачок, відвезли в невідомому напрямку. На ноги була піднята вся міліція міста, зі слів хлопчика був складений фоторобот викрадачів. Були розіслані орієнтування. Нарешті, правоохоронцям вдалося вийти на слід викрадену дитину. Перелякану дівчинку знайшли під ліжком, завалену купою ганчірок на «дачі» Оклей.
Через кілька хвилин туди заявилися і господарі, які заявили, що ця дівчинка - їхня дочка Ліза. Незабаром до будинку під'їхали і рідні батьки викраденої Христини Кабакової, які просто отетеріли від такого нахабства. Але Оклеї почали викручуватися, заявивши, що нібито ще взимку дві їх «нові» (в сенсі приймальні) дочки пропали, нібито їх хтось викрав. Заявляти в міліцію вони не захотіли, зате вирішили помститися і викрасти чужу дитину.
Тут же крутився і маленький Ілля. Звернувши увагу на дитину, міліціонери жахнулися: хлопчик був весь побитий, у синцях і шрамах. Дитина, знайшовши момент, коли на нього не дивилася прийомна мати, смикнув за руку одного з міліціонерів і прошепотів: «Заберіть мене звідси, інакше вони мене вб'ють». Олександра, чоловіка Світлани Оклей, пізніше знайшли на горищі, де він намагався сховатися.
Першими свідчення дали батько і дочка. Вони і розповіли справжні мотиви викрадення 3-річної Христини. Як виявилося, ще в лютому 2011 року «мати-героїня» забила до смерті одну з прийомних дочок Лізу, а ще через 9 місяців другу - Катю. Викрадена дитина їм потрібна була для того, щоб підмінити одну з убитих дівчаток.

## Вбивства
Починаючи з лютого 2011 року Світлана Оклей, маючи на меті - примусити усиновлених дітей виконувати неухильно все її вимоги, що суперечать їх волі, стала застосовувати до них тортури, навмисне завдавати численних ударів і побоїв, приносячи дітям сильний фізичний біль. Першою від побоїв померла Ліза, коли Світлана зрозуміла, що дівчинка мертва, то наказала чоловікові і старшій доньці позбутися тіла. Ті поклали труп в сумку, вивезли за межі міста в сільську хату, в якій вони раніше жили, а після переїзду в Краснодон стали використовувати як дачу, і там протягом чотирьох годин спалювали труп дівчинки в металевому чані.
Через пів року страшна доля спіткала і сестру Лізи Катю. У «виховних цілях» Світлана довго била дитину, а коли та померла, її тіло розчленували і закопали недалеко від тієї самої дачі. Проте, ні після першого, ні другого вбивства сім'я не перестала брати участі в суспільному житті міста.
На суді одна з старших дочок Світлани Юлія розповіла, що діти могли стояти в кутку цілий день. Їм було заборонено ворушитися, в іншому випадку Світлана била їх кулаками по голові, ногами по спині і всьому тілу. Била жорстоко і витончено. У прийомної Каті на голові постійно була велика шишка, дівчинка кілька разів втрачала свідомість. Ще «мама» пробила їй нижню щелепу наскрізь, і, коли Юлія годувала дівчинку, у неї знизу підборіддя витікала їжа - там була наскрізна дірка через ріт.
Жінці було пред'явлено звинувачення у вбивстві двох дітей. Також Світлану, її чоловіка і їх дочку Юлію звинувачують у викраденні дитини. Подружжя Оклей взяли під варту. Юлію ж залишили на волі, взявши до уваги її щире розкаяння. Тим часом прокуратура міста Краснодона порушила кримінальну справу проти заступника начальника служби у справах дітей при місцевому виконкомі. Правоохоронці вважають, що співробітники служби могли б більш уважно стежити за сім'єю. І не тільки вони. У медичних картках убитих в 2011 році сестер значиться, що обидві отримали останні щеплення в травні 2012 року.

## Суд
11 грудня 2012 над подружжям Оклей і однією з старших дочок Юлією почався суд. Провину повністю визнали тільки Юлія і Олександр Оклей, вони підтверджують, що Світлана Оклей катувала і в кінцевому підсумку вбила прийомних дітей. У тому, що «мати-героїня» винна, ніхто не сумнівається, але ось сама підсудна наполягала на своїй невинності і продовжувала стверджувати, що діти викрадені, а справу проти неї насправді сфабриковано.
Звірства і садизм Світлани не зміг витримати навіть адвокат, який, не витримавши, заявив на суді, що його підзахисна - справжній монстр. Світлану Оклей це формулювання образила. І вона тут же отримала другого адвоката. У залі суду Світлана Оклей намагалася переконати журналістів у тому, що справа проти неї сфабрикована, а її чоловік і Юлія є коханцями, тому і дають свідчення проти неї.
Згідно з вироком Краснодонського міськрайсуду Світлана Оклей була засуджена до 15 років позбавлення волі, її чоловік Олександр Оклей засуджений до 4 років позбавлення волі, а старша дочка Юлія Оклей, яка допомагала приховати сліди злочину і яка брала участь у викраденні дитини, до 4 років позбавлення волі з відстрочкою виконання вироку на 3 роки, в зв'язку з тим, що в момент суду вона була вагітна.
У березні 2013 року Світлана Оклей подала апеляцію на рішення суду.
Апеляцію колишньої матері-героїні з Краснодона почали розглядати 8 листопада, в Луганському апеляційному суді. 8 листопада відбулося перше засідання суду, на якому, крім апеляції Світлани Оклей, засудженої в березні цього року рішенням Краснодонського районного міського суду до 15 років позбавлення волі за вбивство двох прийомних дочок, розглянули апеляції, подані її чоловіком Олександром і адвокатом.
Завсектором опіки та піклування Краснодонського міськвиконкому Наталія Зіміна (проти якої обласна прокуратура порушила кримінальну справу за фактом неналежного виконання службових обов'язків) відбулася дивно м'яким вироком - 2 роки позбавлення волі умовно.